# ماریو گوسلا
ماریو گوسلا (فرانسوی: Mario Gosselin‎؛ زادهٔ ۱۵ ژوئن ۱۹۶۳) بازیکن هاکی روی یخ اهل کانادا بود.